# ドラウプニル

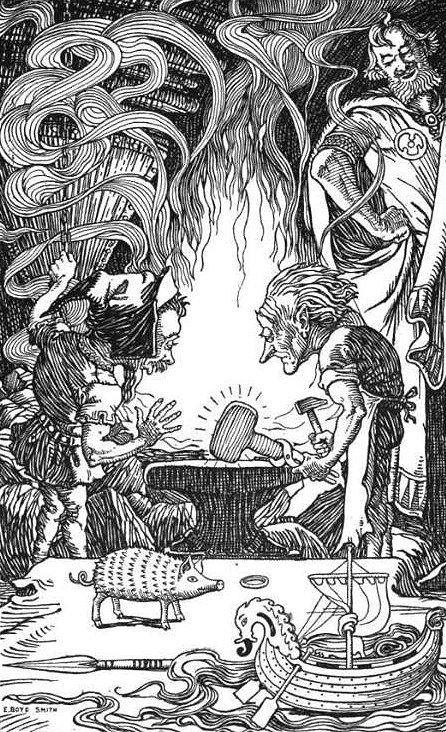
Elmer Boyd Smith によって描かれた、ドラウプニルをはじめとする宝物が「イヴァルディの子ら」によって生み出される場面。（1902年）

ドラウプニル（古ノルド語: Draupnir）は、北欧神話においてオーディンが持つとされる黄金の腕輪。ドラウプニルの語義は「滴るもの」で、「dropi（雫）」「driupa（滴る）」と関連する語である。その名の通り9夜ごとに同じ重さの腕輪を8個滴り出すとされる。
ドラウプニルは、ドヴェルグ（小人）のブロックとエイトリによって、フレイ神の金の猪グリンブルスティ、トール神のミョルニルの鎚と一緒に創り出され、オーディンの所有物となった。
バルドルが死んだ際、バルドルの遺体と共に薪の上に置かれ荼毘に付されたが、後にバルドルを取り戻すべくヘルモーズがヘルヘイムに出向くと、バルドルはオーディンへ記念として渡してほしいとこれを預けた。
スキールニルがフレイの代理としてゲルズへ求婚の為に訪れた際、詳細な経緯は不明であるがドラウプニルを彼女に贈与しようとした。このときスキールニルは腕輪のことを「オーディンの息子と一緒に焼かれた」ものと説明している。